# توركوان
توركوان (بالفرنسية: Tourcoing)‏ هي بلدية فرنسية تقع في شمال فرنسا في إقليم نور.

## جغرافيا

### الموقع
تقع توركوان في سهل فلاندر. غالب تضاريس مدينة توركوان منبسطة، بارتفاع لا يزيد عن 50 مترا فوق سطح البحر.

## طوبونيميا
اسم توركوان مشتق من اسم الشخصية الجرمانية تروكوينوس. جاء أول ذكر لاسم المدينة في نص رسمي سنة 1080.

## تاريخ

### التاريخ القديم والعصر الوسيط

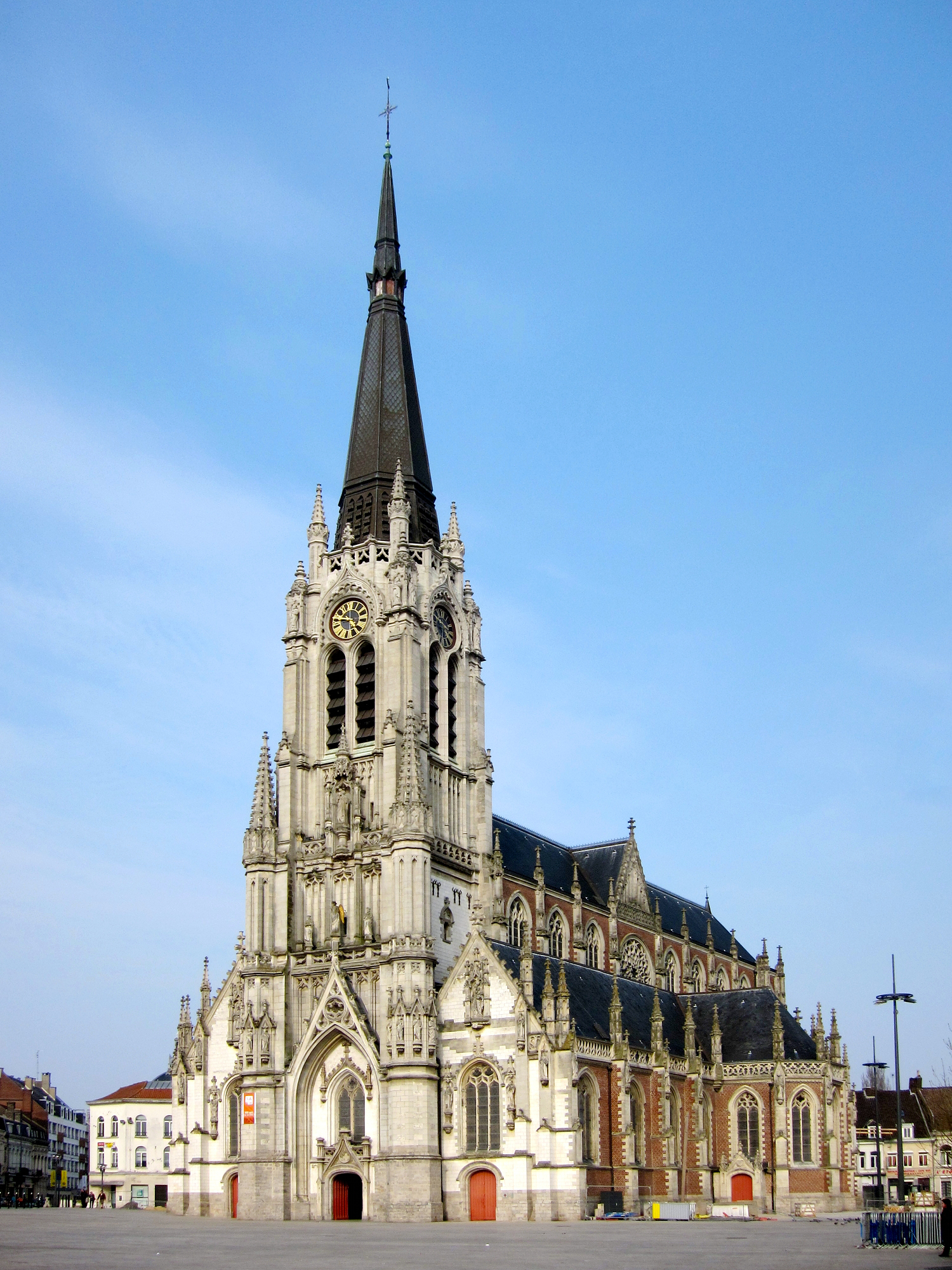
كنيسة القديس كريستوف.

سنة 1130، تم إتمام بناء أول كنيسة لذكرى القديس فاست، والتي ستصبح فيما بعد كنيسة القديس كريستوف.

## ديموغرافيا
بلغ عدد سكان بلدية توركوان 93.974 نسمة سنة 2013.

## تعليم
بلدية توركوان غنية بالمؤسسات التعليمية والتي تفوق العشرين. بالإضافة إلى عدد مهم الإعداديات الكاثوليكية الخاصة.

## معالم
- كنيسة القديس كريستوف
- محطة توركوان، وقد تم إتمام بنائها سنة 1906. وقد بنيت بمناسبة المعرض الدولي للنسيج. وقد تم تسجيلها كمعلمة تاريخية منذ سنة 1984.
- ثانوية الدولة غامبيتا، وتعود لنهاية القرن التاسع عشر سنة 1885.

## توأمة
لتوركوان اتفاقيات توأمة مع كل من:
- Mouscron [الإنجليزية]‏ منذ (1996 -)[12]
- مولهاوزن
- بوتروب (1967 -)[13]
- ميته
- بييلا [14]
- يزتشمبية ازدرويي (12 أبريل 1997 -)[12]
- غيمارايش (1996 -)[12]
- روتشديل (1956 -)[12]

## أعلام
- مارسيل يفبفر
- آنا جوميس
- بريجيت لاهايي
- جاك غريمونبون
- إدوارد فانزفيرين
- جان مارك ديغريف
- أد راينهارد

## مقالات ذات صلة
- يوهان كاباي، لاعب دولي فرنسي ولد بمدينة توركوان.

## روابط خارجية
- الموقع الرسمي لبلدية توركوان